# عاشوراء
عَاشُورَاء هو اليوم العاشر من شهر مُحَرَّم في التقويم الهجري، ويُسمَّى عند المسلمين بيوم عاشوراء وهو اليوم الذي قُتِل فيه الحسين بن علي حفيد النبي محمد في معركة كربلاء، لذلك يعدّه الشيعة يوم عزاء وحزن. ويصادف اليوم الذي نجّى الله فيه موسى من فرعون وصيامه مستحب عند أهل السنة والجماعة. كما وقعت العديد من الأحداث التاريخية الأخرى في عاشوراء. ويوم عاشوراء عطلة رسمية في بعض الدول مثل إيران، باكستان، لبنان، البحرين، الهند، العراق، والجزائر.

## أصل التسمية
يوم عاشوراء هو العاشر من شهر محرم، وهو اسم إسلامي، وجاء عَشُورَاء بالمد مع حذف الألف التي بعد العين، كلمة عاشوراء تعني العاشر في اللغة العربية، ومن هنا تأتي التسمية، وإذا ما تمت ترجمة الكلمة حرفيًا فهي تعني «في اليوم العاشر». أي اليوم الواقع في العاشر من هذا الشهر «محرم». وعلى الرغم من أن بعض علماء المسلمين لديهم عرض مختلف لسبب تسمية هذا اليوم بعاشوراء إلا أنهم يتفقون حول أهمية هذا اليوم.

## عاشوراء عند أهل السنة والجماعة
يوافق يوم العاشر من المحرم اليوم الذي نجّى الله فيه موسى من فرعون، وصيامه مستحب عند أهل السنة والجماعة، فقد روى البخاري عن ابن عباس قال: «قدم النبي ﷺ المدينة فرأى اليهود تصوم يوم عاشوراء فقال: ما هذا؟ قالوا: هذا يوم صالح، هذا يوم نجَّى الله بني إسرائيل من عدوهم فصامه موسى، قال: «فأنا أحقُّ بموسى منكم، فصامه وأمر بصيامه».».
كما أن صيامه له فضل كبير عند أهل السنة والجماعة، فصيامه يُكفِّر ذنوب سنة ماضية، فقد روى مسلم في صحيحه عن النبي قوله: «صِيَامُ يَوْمِ عَرَفَةَ أَحْتَسِبُ عَلَى اللَّهِ أَنْ يُكَفِّرَ السَّنَةَ الَّتِي قَبْلَهُ وَالسَّنَةَ الَّتِي بَعْدَهُ، وَصِيَامُ يَوْمِ عَاشُورَاءَ أَحْتَسِبُ عَلَى اللَّهِ أَنْ يُكَفِّرَ السَّنَةَ الَّتِي قَبْلَهُ.». وروى البخاري في صحيحه عن عبد الله بن عباس قوله: «مَا رَأَيْتُ النَّبِيَّ صَلَّى اللَّهُ عَلَيْهِ وَسَلَّمَ يَتَحَرَّى صِيَامَ يَوْمٍ فَضَّلَهُ عَلَى غَيْرِهِ إِلا هَذَا الْيَوْمَ يَوْمَ عَاشُورَاءَ وَهَذَا الشَّهْرَ يَعْنِي شَهْرَ رَمَضَانَ.».

## عاشوراء عند الشيعة

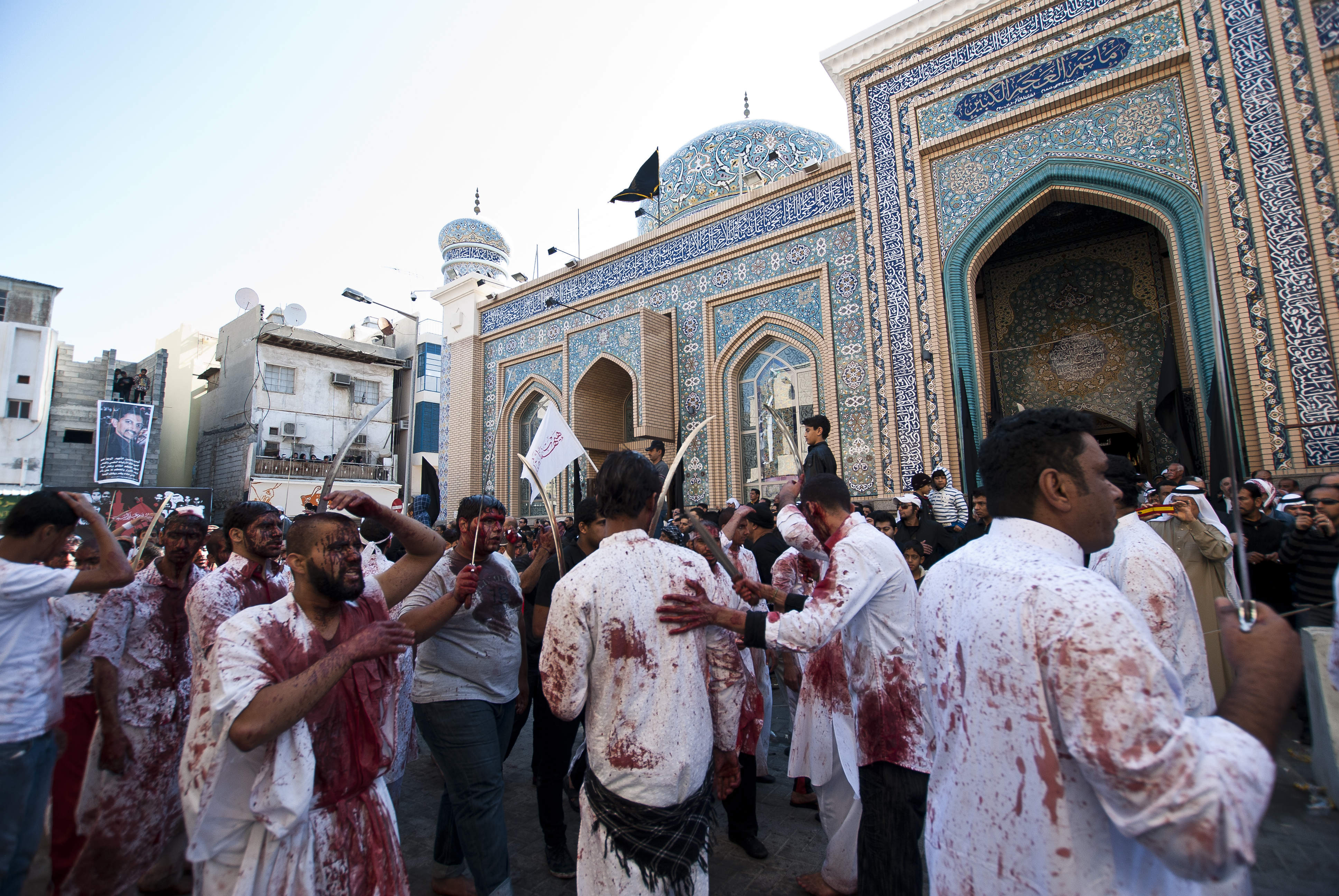
مجموعة من الشيعة يمارسون التطبير في البحرين عام 2011 في ذكرى عاشوراء.

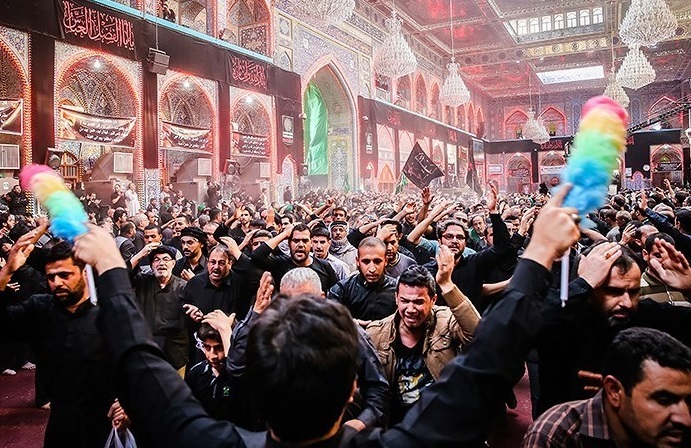
حشد من الشيعة يحيون مراسم عاشوراء في كربلاء عام 2016، حيث يظهر رادود بإنشاد الرثاء، ويلطم الحاضرون مرددين الرثاء.

يَتخذ الشيعة يوم عاشوراء يوم حزن وعزاء وبكاء، فتُقام مجالس العزاء، وتُقام المحاضرات لعرض حادثة مقتل الإمام الحسين بن علي على الناس من خلال الخطيب والذي غالبًا ما يجلس على المنبر متوسطًا الناس، ليبكي الناس على المقتل، ثم تبدأ شعائر أخرى كاللطم، ويجلس الرادود يردد المراثي على اللاطمين، ويُجرَى فيها تمثيل مقتل الحسين ويظهرون في هذه المجالس ما فيه من مظاهر الحزن والبكاء وما يصاحبه من كثرة الأعلام ودق الطبول وغيرهما. كما تُقام المواكب لزيارة العتبة الحسينية في كربلاء، ويقوم الشيعة بما يُسمى بالشعائر الحسينية، مثل: اللطمية، ولبس السواد، وتمثيل مشاهد من واقعة الطف، والتطبير، ويستخدم في التطبير سيوف وقامات أو أي أدوات حادة أخرى، فيضرب المطبرون رؤوسهم بهذه الأدوات لإحداث جرح لإسالة الدماء من الرأس أو الضرب بالسلاسل، ويكون التطبير في الغالب بصورة جَماعية وعلى شكل مواكب ومسيرات تجوب الشوراع والأماكن العامة، ولا يزال التطبير رائجًا في عدد من البلدان كالعراق ولبنان وباكستان والهند وأذربيجان والبحرين. وتستمر هذه الشعائر حتى 20 صفر وهو ما يُسمى بزيارة الأربعين.

## عاشوراء عند اليهود
يقابل يوم عاشوراء يوم الغفران عند اليهود، حيث أنه اليوم العاشر من الشهر الأول من السنة، ولكن أن اليهود يستعملون الكبس في تقويمهم فلا يتوافق يوم عاشوراء زمنيًّا مع يوم الغفران، يصوم اليهود يوم الغفران ويمتنعون فيه عن الأعمال وإشعال النيران.

## صيام يوم عاشوراء

### عند أهل السنة
عند السنة هو يوم صوم مستحب. واختلفت الروايات في أصل صوم عاشوراء عندهم. فمنهم من قال إنه كان يوم صوم عند قريش قبل الجاهلية ولما فرض صوم رمضان أصبح اختياريا. وتنقل بعض كتب أهل السنة والجماعة ان النبي محمد صامه عندما علم أن يهود المدينة يصومونه. ورفض البعض هذه الرواية لاختلاف عاشوراء اليهود عن عاشوراء المسلمين.

### عند الشيعة
- رأي فقهاء الشيعة الإثني عشر، ومنهم علي السيستاني هو أن صوم يوم عاشوراء مكروه ويمكن الاكتفاء بالصوم عن الماء تشبها بعطش الحسين وعائلته في ذلك اليوم المآساوي.[14]
- يقول المرعشي انّ قتل الحسين وأهل بيته وشيعته على يد الأمويين دفعت بني أمية إلى الاحتفال بيوم العاشر، ومن هنا وضعوا أحاديث مكذوبة زعموا أنها للنبي بأن يصوموا يوم العاشر من المحرم فرحا وسرورا. ولهذا يحرم صيام يوم عاشوراء وتاسوعاء فرحًا وسرورًا، وصيامهما كان من سنن بني اُمية.[15]

## أحداث وقعت في العاشر من محرم
تحدّث بعض المؤرخين عن العديد من الأحداث التي وقعت في العاشر من محرم، مثل أن الكعبة كانت تُكسى قبل الإسلام في يوم عاشوراء ثم صارت تُكسى في يوم النحر. وهو اليوم الذي تاب الله فيه على آدم، وهو اليوم الذي نجى الله فيه نوحاً وأنزله من السفينة، وفيه أنقذ الله نبيه إبراهيم من نمرود، وفيه رد الله يوسف إلى يعقوب، وهو اليوم الذي أغرق الله فيه فرعون وجنوده ونجى موسى وبني إسرائيل، وفيه غفر الله لنبيه داود، وفيه وهب سليمان ملكه، وفيه أخرج نبي الله يونس من بطن الحوت، وفيه رفع الله عن أيوب البلاء، وهذه الأحداث كلها أنكرها بعض علماء أهل السنة كالشيخ محمد بن صالح المنجد إذ بين في صفحته على موقع تويتر أنه لا تصح أي من هذه الروايات سوى فضل الصوم في هذا اليوم، وأن إظهار الفرح في هذا اليوم هو مذهب النواصب أما إظهار الحزن فيه فهو مذهب الروافض وكلاهما غُلُوٌّ في هذا اليوم.

### معركة كربلاء

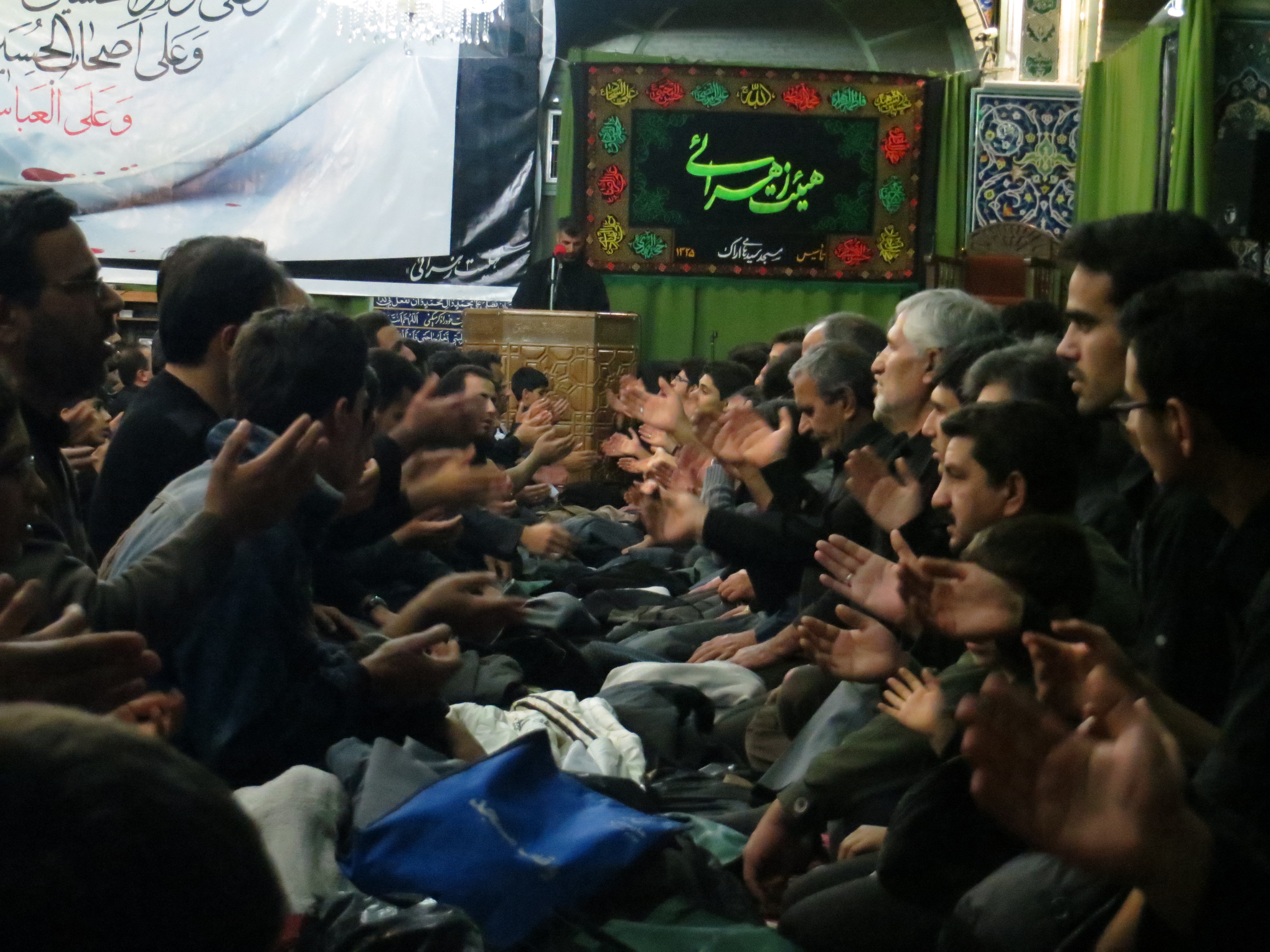
إقامة مجلس عزاء واللطم علي الصدور في إحدي مدن إيران

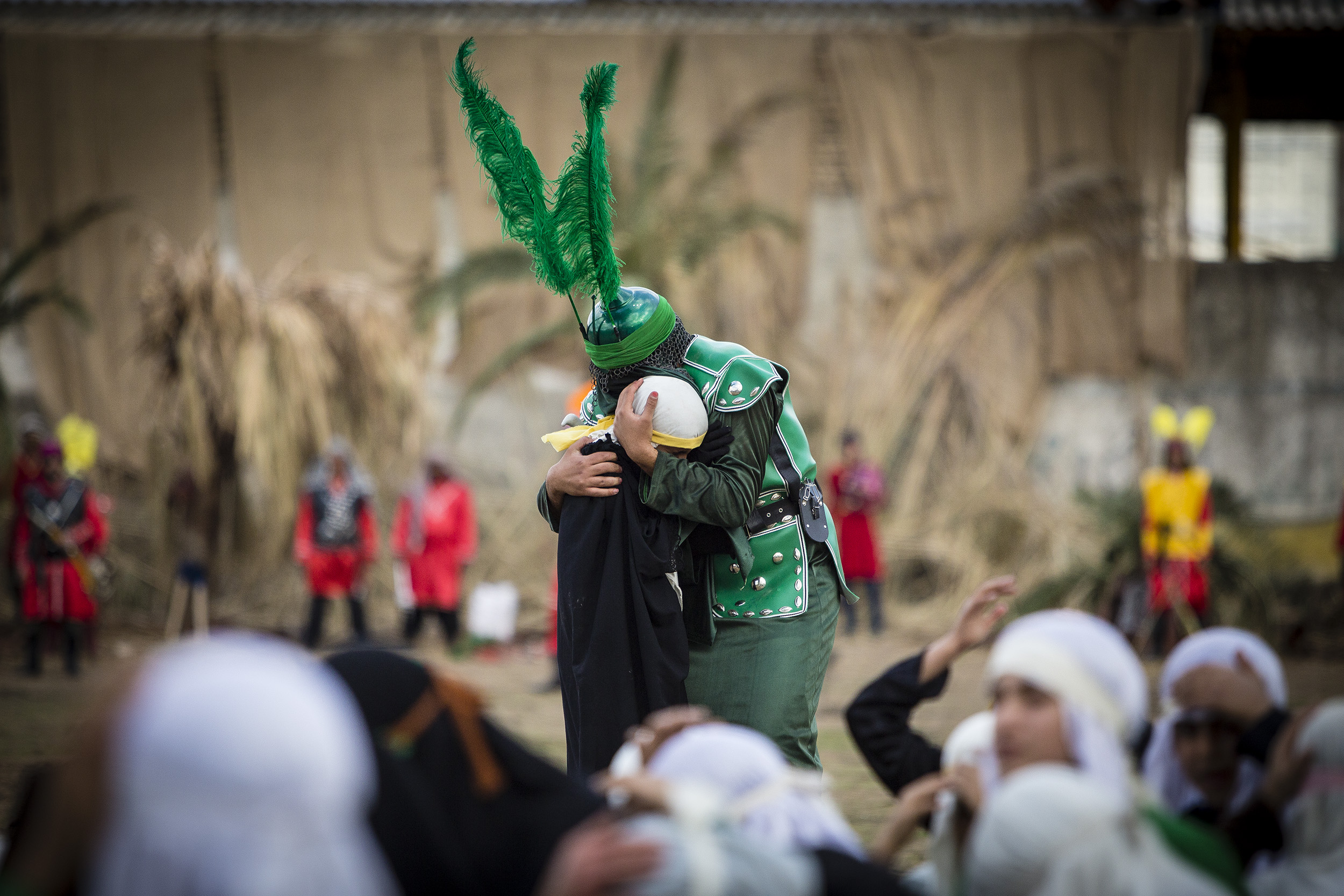
تمثيل واقعة كربلاء وماجرى بها من أحداث أدت إلى مقتل الحسين بن علي وأصحابه وبعض من أهل بيته وأسر نسائه وأهل بيته في إحدي المدن الإيرانية

في عاشوراء عام 61 للهجرة قُتل الحسين بن علي وأصحابه ورجال أهل بيته في معركة كربلاء، منهم: قُتِلَ من أهله بيته ابنه علي الأكبر، وأخوته: العباس وعبد الله وجعفر وعثمان، وأبناء أخيه الحسن: القاسم وأبو بكر وعبد الله، وبنو عقيل: جعفر بن عقيل وعبد الرحمن بن عقيل وعبد الله ومحمد ابنا مسلم بن عقيل، وأبناء عبد الله بن جعفر الطيّار: عون ومحمد.
واختلف علماء السنة في رأس الحسين هل سيره ابن زياد من الكوفة إلى يزيد بالشام أم لا، والذي جاء في صحيح البخاري أنه حُمل رأسه إلى عبيد الله بن زياد، فعن أنس بن مالك قال: «أتي عبيد الله بن زياد برأس الحسين ، فجعل في طست، فجعل ينكت، وقال في حسنه شيئًا، فقال أنس: كان أشبههم برسول الله ﷺ وكان مخضوبا بالوسمة». وجاء في روايات أخرى أن الرأس حُمل إليه، وحسب الروايات السُنِّية أيضًا فإن فاطمة بنت الحسين لمّا دخلت على يزيد قالت: «يا يزيد، أبنات رسول الله سبايا!» فقال: «بل حرائر كرام، أدخلي على بنات عمك تجديهن قد فعلن ما فعلن.»، ثم بعث يزيد بهم إلى المدينة المنورة، وأمر النعمان بن بشير أن يقوم بمصاحبتهم. يقول ابن كثير الدمشقي: «وأكرم آل بيت الحسين، ورد عليهم جميع ما فقد لهم وأضعافه، وردهم إلى المدينة في تجمل وأبهة عظيمة، وقد ناح أهله في منزله على الحسين مع آله - حين كانوا عندهم - ثلاثة أيام».
أمّا حسب الروايات الشيعيّة فإن من بقي من النساء والأطفال وعلي بن الحسين السجاد أُخذوا كأسرى مقيّدين بالسلاسل إلى بلاد الشام، حيث يقيم يزيد، وأحضروهم إلى مجلسه، وكان قد وضع رأس الحسين في إناءٍ أمامه، ضارباً إياه بعصاه، شامتًا فيه، فخطبت زينب بنت علي بن أبي طالب الخطبة المعروفة في التراث الشيعي بخطبة زينب في مجلس يزيد، التي رواها سيد بن طاووس. يقول أبو منصور الطبرسي: «أنه لما دخل علي بن الحسين وحرمه على يزيد، وجيء برأس الحسين  ووضع بين يديه في طست، فجعل يضرب ثناياه بمخصرة كانت في يده، فلما رأت زينب ذلك فأهوت إلى حبيبها فشقت، ثم نادت بصوت حزين تقرع القلوب، يا حسيناه! يا حبيب رسول الله! يا ابن مكة ومنى! يا ابن فاطمة الزهراء سيدة النساء! يا ابن محمد المصطفى. فأبكت والله كل من كان، ويزيد ساكت، ثم قامت على قدميها، وأشرفت على المجلس، وشرعت في الخطبة.».

## يوم عاشوراء في مرآة الشعر والأدب
كان دخول ملحمة كربلاء إلى ساحة الشعر والأدب من جملة أسباب بقائها وديمومتها؛ وذلك لأنّ قالب الشعر النافذ يوصل بين القلوب وبين حادثة عاشوراء، ويجعل القلوب والمشاعر أكثر التصاقًا بتلك الواقعة. هناك صلة متبادلة بين الشعر وعاشوراء وكل منهما مدين للآخر بالبروز والبقاء.
فهذا غيض من فيض مما قيل في حق هذا اليوم الذي ظل دويه يخترق الدهور والعصور.
يقول أبو المحاسن الكربلائي:
يقول الجزار:
يقول الشريف الرضي:
يقول الشريف المرتضى:
يقول صفي الدين الحلي:

## في الثقافة الشعبية

### عاشوراء في المغرب
المغاربة يسمون يوم عاشوراء، بيوم زمزم. وفي هذا اليوم، يقومون برش الماء على بعضهم البعض وعلى مقتنياتهم تبركًا. ويحاول التجار بيع كل بضائعهم. ويعقب عاشوراء «ليلة الشعالة» حيث يجتمعون حول نار وهم يرددون أهازيج، بعضها يحكي قصة مقتل الحسن والحسين، دون أن يشير إليهما بالاسم، بل يسميهما في كل المقاطع باسم «عاشور»، وتتخللها نياحة وأهازيج أخرى. وتقدم الأسر الزكاة أو عشر أموالها التي دار عليها الحول للفقراء.

## صور حول شعائر عاشوراء
| - تجمع في بريمان في سومطرة الغربية يوم عاشوراء - صباح يوم عاشوراء في مدينة كربلاء، العراق - تجمع للشيعة في مجلس عزاء يقومون فيه باللطم على صدورهم المنامة، البحرين - لوحة إيرانية تصور معركة كربلاء معروضة في امستردام. |